# Llista de topònims de Badia del Vallès
Llista de topònims (noms propis de lloc) del municipi de Badia del Vallès, al Vallès Occidental
Informació actualitzada per un bot. Els canvis manuals es perdran quan s'actualitzi!

## monument
| imatge | Nom                          | Ubicat a         | instància de | Detalls | coordenades                                                                                | Protecció | Commons (més fotos) | Dades a WD                    |
| ------ | ---------------------------- | ---------------- | ------------ | ------- | ------------------------------------------------------------------------------------------ | --------- | ------------------- | ----------------------------- |
|        | Ella - Homenatge a la Dona   | Badia del Vallès | monument     |         | 41° 30′ 33″ N, 2° 06′ 52″ E / 41.509254455566406°N,2.1145451068878174°E ca:Plaça 8 de Març |           |                     | Modifica les dades a Wikidata |
|        | Escultura del 25è Aniversari | Badia del Vallès | monument     |         | 41° 30′ 33″ N, 2° 06′ 50″ E / 41.509033203125°N,2.1139750480651855°E ca:Avinguda Burgos    |           |                     | Modifica les dades a Wikidata |

## Misc
| imatge | Nom                                   | Ubicat a          | instància de                                   | Detalls           | coordenades                                                                                               | Protecció | Commons (més fotos)                         | Dades a WD                    |
| ------ | ------------------------------------- | ----------------- | ---------------------------------------------- | ----------------- | --- | --------- | ------------------------------------------- | ----------------------------- |
|        | Badia del Vallès                      | Badia del Vallès  | entitat singular de població capital municipal | 13109 hab         | 41° 30′ 28″ N, 2° 06′ 53″ E / 41.50774059°N,2.1146554°E 117 msnm                                          |           |                                             | Modifica les dades a Wikidata |
|        | Centre Cívic                          | Badia del Vallès  | edifici estructura arquitectònica              |                   | 41° 30′ 38″ N, 2° 06′ 48″ E / 41.510475158691406°N,2.1133439540863037°E ca:Plaça de les Entitats          |           |                                             | Modifica les dades a Wikidata |
|        | Mare de Déu de la Mercè               | Badia del Vallès  | església                                       |                   | 41° 30′ 29″ N, 2° 06′ 52″ E / 41.5081536384379°N,2.11437269650433°E 118 msnm                              |           | Mare de Déu de la Mercè de Badia del Vallès | Modifica les dades a Wikidata |
|        | Parc de Joan Oliver                   | Badia del Vallès  | parc                                           |                   | 41° 30′ 28″ N, 2° 06′ 55″ E / 41.50770958087403°N,2.115324139595032°E                                     |           |                                             | Modifica les dades a Wikidata |
|        | casa consistorial de Badia del Vallès | Badia del Vallès  | casa consistorial                              |                   | 41° 30′ 32″ N, 2° 06′ 49″ E / 41.5088951°N,2.1136973°E 120 msnm                                           |           | Casa de la Vila de Badia del Vallès         | Modifica les dades a Wikidata |
|        | riu Sec                               | Vallès Occidental | curs d'aigua                                   | Desemboca: Ripoll | 41° 37′ 56″ N, 2° 01′ 22″ E / 41.632116°N,2.022658°E 41° 29′ 29″ N, 2° 09′ 24″ E / 41.491427°N,2.156804°E |           | Riu Sec                                     | Modifica les dades a Wikidata |